# Loi sur les usages

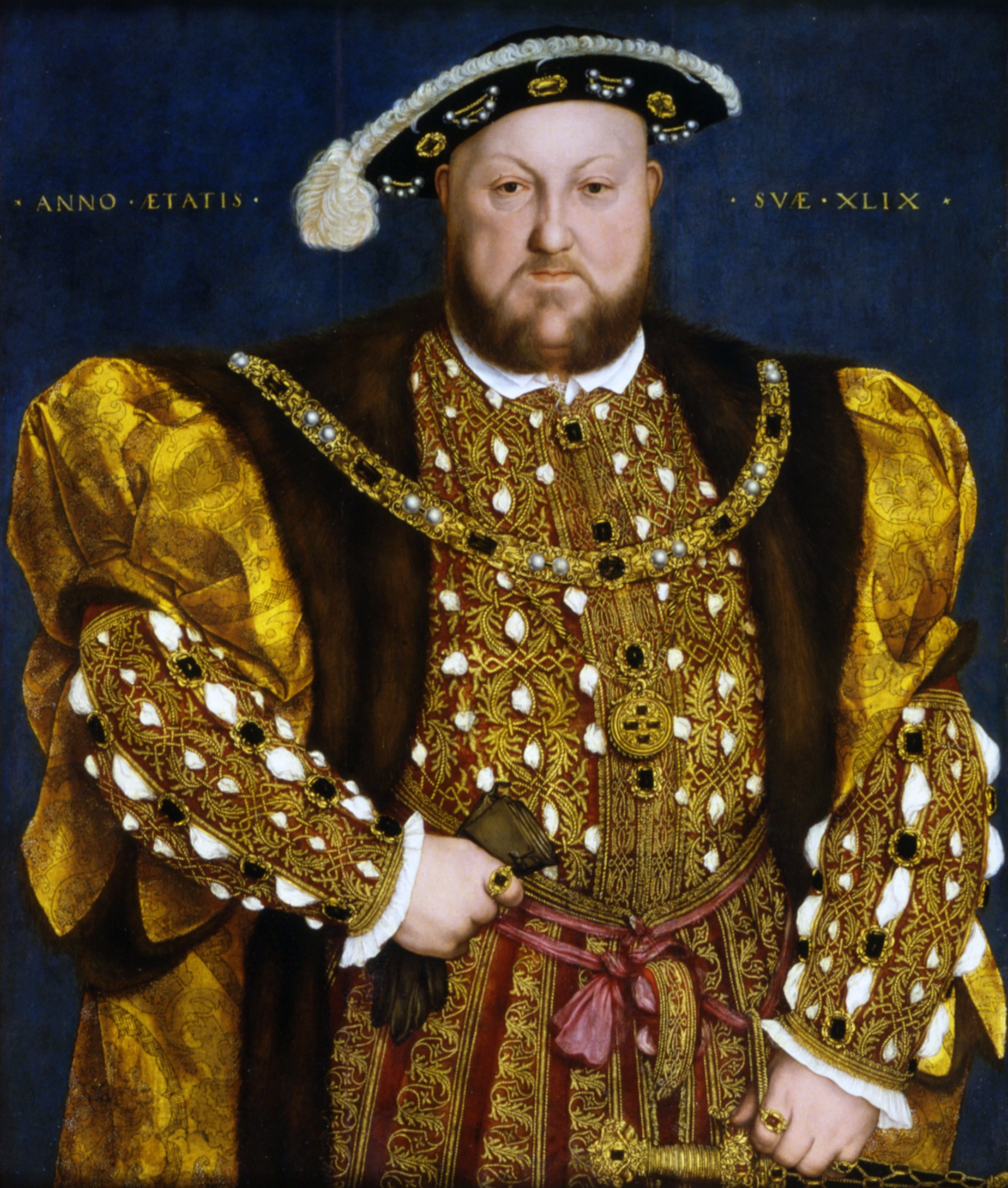
Le roi Henri VIII d'Angleterre, qui a conçu cette loi comme un moyen d'atténuer ses problèmes financiers.

La Loi sur les usages (Statute of Uses, 27 Hen. 8. c. 10) constitue un acte législatif promulgué en 1536 par le Parlement d'Angleterre qui restreint l'application des usages (uses) dans le droit de propriété anglais. Cette loi abolit la pratique de création d’usages en matière de biens réels en transformant le titre purement en equity des bénéficiaires en une propriété absolue assortie du droit de saisine, c'est-à-dire la possession.
Henri VIII d’Angleterre conçoit cette loi comme un moyen de remédier à ses difficultés financières en simplifiant le droit des usages, lequel permettait de soustraire les terres à l’impôt royal, notamment par l’évitement des droits féodaux liés à la saisine. À cette époque, il n’est pas possible de transmettre une terre par testament; à la mort d’un propriétaire, sa terre revient à l’héritier légal et est assujettie à une fiscalité importante. Dès lors, une pratique se développe, à savoir les propriétaires créent des usages pour permettre à leurs terres de passer à une autre personne que leur héritier légal, ou encore pour réduire leur fardeau fiscal.
La première tentative du roi, en 1529, visant à éliminer presque entièrement les usages, échoue en raison de l’opposition des Communes, composées en grande partie de propriétaires fonciers — qui y voient une perte économique — et d’avocats — dont les revenus dépendent de la complexité du droit des usages. Bien que les historiens ne s’entendent pas sur les moyens par lesquels le roi rallie les Communes à sa cause, une série de projets de loi est finalement présentée en 1535 et adoptée en 1536.
La Loi sur les usages invalide tous les usages qui n’imposent pas une obligation active aux fiduciaires, attribuant aux bénéficiaires la propriété légale des terres concernées, les assujettissant ainsi à l’impôt. Cette loi entraîne en partie le soulèvement connu sous le nom de « Pèlerinage de Grâce » et, plus fondamentalement, provoque l’émergence du concept de fiducie. Toutefois, les spécialistes divergent quant à son efficacité. Si plusieurs s’accordent pour dire que cette loi joue un rôle crucial — Eric Ives soutient que « ses dispositions révolutionnent le développement du droit immobilier anglais » —, d’autres estiment qu’en autorisant certains usages et dispositions testamentaires, elle ne parvient pas à éliminer la fraude dans le droit foncier et, au contraire, l’encourage.
Cette loi demeure en vigueur dans certaines provinces canadiennes.

## Contexte
La common law d’Angleterre ne prévoit aucun mécanisme permettant de disposer d’un bien-fonds détenu en tenure féodale par voie testamentaire. Seuls les biens urbains peuvent faire l’objet d’une telle disposition. En conséquence, les propriétaires recourent à la création d’usages, c’est-à-dire qu’ils transfèrent leurs terres à un ou plusieurs feoffees, avec l’instruction d’en disposer conformément à leur volonté. Cette pratique suscite la méfiance en raison de son potentiel d’abus. Edward Coke affirme que « deux motivations président à l’invention des usages, soit la peur et la fraude; la peur, en temps de troubles et de guerres civiles, pour éviter la confiscation des héritages; la fraude, pour soustraire les dettes légitimes, les actions fondées en droit, les gardiennages, les déchéances, les mainmortes, etc. ». Le recours à un grand nombre de feoffees — parfois jusqu’à treize — génère une grande confusion quant au titre de propriété à la mort du seigneur. L’affaire de Sir John Fastolf, qui se prolonge de 1459 à 1476, en constitue une illustration probante. Bien que cette confusion exige une réforme, l’intention première de la Loi sur les usages ne vise pas à résoudre ce problème juridique, mais plutôt à renforcer les finances de la Couronne. Henri VIII éprouve, depuis plusieurs années, des difficultés à augmenter les recettes royales. Ses domaines personnels s’avèrent insuffisants, et le recours aux emprunts et dons volontaires risque de compromettre sa popularité. Agrandir ses domaines représente donc la meilleure option. Il s’intéresse alors au droit foncier, l’une des branches les plus développées et les plus complexes du droit commun, et entend le réformer dans l’optique d’augmenter ses revenus. Cette orientation s’avère pertinente : en effet, les usages permettent d’éviter les obligations fiscales traditionnelles, perçues par l’intermédiaire de la saisine.
Deux projets de loi sont rédigés en 1529 pour être soumis au Parlement. Le premier, qui mentionne les « grands troubles, vexations et désordres parmi les sujets du roi au sujet des titres de terres, tenements et autres héritages, tant par entail que par usages et falsification de preuves », propose une réforme radicale. Il abolit les usages sauf s’ils sont enregistrés à la Cour du Banc du Roi ou à la Cour des Plaids communs, et supprime les entails, déclarant que tous les biens-fonds doivent être détenus en fee simple à compter de ce jour, sauf pour les barons et les nobles de rang supérieur. De plus, nul ne peut acquérir un tel bien sans la permission du roi. Ces mesures visent à obtenir l’appui de la noblesse pour le second projet de loi, qui accorde au roi la tutelle (wardship) de toutes les terres détenues par les orphelins nobles. Une fois l’héritier parvenu à l’âge de majorité et réclamant ses terres, le roi perçoit les revenus d’un tiers de celles-ci pendant un an. Bien que ce plan obtienne l’approbation des barons et de la haute noblesse, il doit également franchir l’étape des Communes. Les grands propriétaires terriens, membres des Communes, s’opposent à ce projet en raison de l’impossibilité d’établir des testaments sûrs, tandis que les avocats dénoncent la simplification du droit, qui menace leur gagne-pain. Ces deux groupes, constituant la majorité au Parlement, bloquent donc l’initiative.
En 1532, Henri VIII soumet de nouveau son projet au Parlement, mais il se heurte encore à l’opposition des Communes; le soutien de la noblesse s’avère insuffisant. Henri choisit alors de cibler l’un des deux groupes d’opposants, à savoir les avocats. Bon nombre d’entre eux reconnaissent que les usages facilitent la fraude. De plus, les juristes de la common law nourrissent une jalousie tenace envers la juridiction équitable de la Cour de la Chancellerie et souhaitent l’affaiblir. Henri décide de les rallier en les menaçant. Il reçoit une pétition contre les procédures judiciaires et les honoraires des avocats, et envisage publiquement d’insérer une clause dans les projets de loi limitant les honoraires qu’ils peuvent exiger. Selon William Holdsworth, cette stratégie effraie les juristes et les pousse à s’allier au roi, permettant ainsi l’adoption de la Loi sur les usages. John Bean conteste toutefois cette analyse, affirmant que de nombreux avocats sont eux-mêmes propriétaires fonciers et auraient davantage perdu par l’adoption de la loi qu’ils n’auraient gagné par une éventuelle réduction de leurs frais. En outre, il doute que les juristes soient suffisamment nombreux à la Chambre des communes pour faire adopter un projet de loi à eux seuls.

## Adoption et contenu
En 1535, trois projets de loi portant sur les usages et les testaments, ainsi qu’un quatrième relatif aux enregistrements (enrolments), sont présentés au Parlement. C’est à partir de ces textes que naissent la Loi sur les usages et la Loi sur les enregistrements (Statute of Enrolments, 27 Hen. 8, c. 16). Les trois projets sur les usages proposent deux approches. Le premier suggère de restreindre sévèrement les circonstances dans lesquelles un usage peut être créé, affirmant qu’il ne peut produire d’effet juridique au-delà de ce qui est explicitement stipulé lors de sa création. Aucun contrat ni convention ne peut modifier l’usage d’un bien-fonds. Toute personne lésée par la violation d’un tel contrat ne dispose que de recours limités devant les tribunaux. Bien que cette approche élimine de nombreux abus liés aux usages, elle soumettrait intégralement le droit foncier au droit commun, restreignant ainsi certaines évolutions bénéfiques. En outre, elle ne met pas fin à la possibilité de disposer de biens par testament, ce qui compromet les objectifs fiscaux du roi. La seconde approche, plus complexe, est celle adoptée dans les deux autres projets de loi. Elle abolit purement et simplement l’intérêt en equity, ne reconnaissant que les droits légaux sur les biens-fonds. Elle conserve néanmoins la structure des usages, préservant ainsi la souplesse du droit foncier par opposition à la rigidité de la common law. Le Parlement adopte cette seconde voie. En avril 1536, la Loi sur les usages reçoit la sanction royale. À compter de son entrée en vigueur, tous les usages sont invalides, sauf s’ils imposent une obligation active au fiduciaire. Les bénéficiaires d’un usage sont dès lors considérés comme les propriétaires juridiques du bien, tenus de s’acquitter des impôts en conséquence.
La loi précise également qu’une veuve ne peut cumuler le jointure et la douaire (dower), ce que permettaient auparavant certaines pratiques fondées sur les usages.

## Effets et conséquences
La Loi sur les usages entraîne immédiatement des répercussions politiques et sociales considérables. Elle constitue l’un des facteurs déclencheurs du soulèvement connu sous le nom de Pèlerinage de Grâce, où les rebelles réclament non seulement l’abandon des réformes religieuses entreprises par Henri VIII, mais aussi l’abrogation de la loi. Sur le plan juridique, la loi donne naissance à une institution nouvelle, à savoir la fiducie (trust). Conçue comme un moyen de contourner les effets de la loi, la fiducie reprend certaines caractéristiques de l’usage tout en respectant les nouvelles exigences légales. Bien que la volonté du roi soit d’abolir la possibilité de disposer de ses biens-fonds par testament (devise), cette intention n’est que partiellement réalisée. Le juriste Robert Megarry soutient que la loi échoue à cet égard. Un feoffment formulé « à l’usage de telle ou telles personnes et pour tel ou tels états que je désignerai dans mon testament » crée un usage sans pour autant établir une propriété légale formelle. Le bien est alors détenu sous forme de bail, plutôt qu’en pleine propriété (freehold), et échappe ainsi à l’effet de la loi. Par conséquent, cette pratique reste valide malgré la Loi sur les usages, qui interdit pourtant toutes les autres méthodes de disposition successorale. Selon Megarry, non seulement cette faille permet la survie des dispositions testamentaires, mais elle leur confère également une reconnaissance dans la common law, en plus de leur fondement en equity. Le résultat final va donc à l’encontre des objectifs initiaux de la loi. L’intention d’Henri VIII, soit de rendre le droit foncier plus transparent, se trouve renversée : la Loi sur les usages facilite désormais la transmission secrète de biens-fonds.
L’évaluation doctrinale de la loi connaît d’abord un certain scepticisme. Certains affirment qu’elle n’apporte au plus que « trois mots à une convention (conveyance) ». Toutefois, les praticiens contemporains, ainsi que les juristes postérieurs, reconnaissent l’importance de ses dispositions. Des décennies plus tard, Francis Bacon et Edward Coke prononcent des lectures publiques de la loi. En 1879, le professeur Frederic Maitland écrit que la Loi sur les usages est un texte « à travers lequel non seulement des carrosses à quatre chevaux, mais des cortèges judiciaires entiers, escortés de piquiers et de trompettistes, sont passés et repassés en procession triomphale… Ce n’est pas une Loi sur les inutilités, mais une Loi sur les abus ». À l’inverse, William Holdsworth la qualifie de « contribution sans doute la plus importante que le législateur ait jamais apportée à notre droit privé ». Eric Ives, pour sa part, affirme que « l’importance de la Loi sur les usages ne fait aucun doute. Les effets de ses dispositions sur le développement du droit foncier anglais sont révolutionnaires, et c’est d’elle que découlent les doctrines essentielles de la fiducie ».
Les articles six et neuf, ainsi que les articles onze jusqu'à la fin de la loi, sont abrogés par l'article 1 et l'annexe de la Loi de 1863 sur la révision des lois (Statute Law Revision Act, 26 & 27 Vict. c. 125).
L'ensemble de la loi est ensuite déclaré, par l'article 1 et l'annexe 1 de la Loi de 1924 modifiant la Loi sur le droit de propriété (Law of Property (Amendment) Act, 1924), comme ayant été abrogé par la Loi de 1922 sur le droit de propriété (Law of Property Act, 1922).
La totalité de la loi est formellement abrogée par l’article 207 et l’annexe 7 de la Loi de 1925 sur le droit de propriété (Law of Property Act, 1925). Cette abrogation ne porte toutefois pas atteinte à son application en ce qui concerne les actes juridiques antérieurs à l’entrée en vigueur de ladite loi de 1925.

Néanmoins, malgré son abrogation en Angleterre, la Loi sur les usages demeure en vigueur dans certaines provinces du Canada, où elle continue de produire des effets juridiques. Elle conserve ainsi une valeur normative résiduelle dans le cadre du droit canadien, en particulier dans les juridictions qui n’ont pas adopté de mesures législatives l’abrogeant expressément.
 (avril 2025).